# كلارنس ريتشارد سيلفا
كلارنس ريتشارد سيلفا (بالإنجليزية: Clarence Richard Silva)‏ هو كاهن كاثوليكي أمريكي، ولد في 6 أغسطس 1949 في هونولولو في الولايات المتحدة.